# زیردریایی کی-۷۷
زیردریایی کی-۷۷ (به انگلیسی: Soviet submarine K-77) یک زیردریایی بود که طول آن ۹۱ متر (۲۹۸ فوت ۷ اینچ) بود. این زیردریایی در سال ۱۹۶۵ ساخته شد.